# Youngblood (album 5 Seconds of Summer)
Youngblood è il terzo album in studio del gruppo musicale australiano 5 Seconds of Summer, pubblicato il 15 giugno 2018 dalla Capitol Records e dalla Hi or Hey Records.

## Accoglienza
Matt Collar di AllMusic ha scritto che il gruppo ha intrapreso «un netto sound dance pop» nel loro album, che si può considerare «una transizione di cui stavano dando segno sin dall'album Sounds Good Feels Good [...] la transizione a un sound aerodinamico, post EDM non è un vero e proprio shock, ma è pur sempre un cambiamento significativo».

## Tracce
1. Youngblood – 3:23
2. Want You Back – 2:53
3. Lie to Me – 2:30
4. Valentine – 3:16
5. Talk Fast – 3:07
6. Moving Along – 3:17
7. If Walls Could Talk – 3:02
8. Better Man – 3:09
9. More – 3:14
10. Why Won't You Love Me – 3:20
11. Woke Up In Japan – 2:37
12. Empty Wallets – 3:07
13. Ghost of You – 3:17

Tracce bonus nell'edizione deluxe
1. Monster Among Men – 3:12
2. Meet You There – 3:10
3. Babylon – 3:33

Tracce bonus nell'edizione di Target
1. When You Walk Away
2. Best Friend
3. Midnight

## Classifiche

### Classifiche settimanali
| Classifica (2018) | Posizione massima |
| ----------------- | ----------------- |
| Australia         | 1                 |
| Austria           | 5                 |
| Belgio (Fiandre)  | 3                 |
| Belgio (Vallonia) | 14                |
| Canada            | 3                 |
| Corea del Sud     | 4                 |
| Danimarca         | 7                 |
| Finlandia         | 8                 |
| Francia           | 46                |
| Germania          | 6                 |
| Giappone          | 37                |
| Irlanda           | 3                 |
| Italia            | 5                 |
| Messico           | 3                 |
| Norvegia          | 6                 |
| Nuova Zelanda     | 2                 |
| Paesi Bassi       | 2                 |
| Polonia           | 9                 |
| Portogallo        | 6                 |
| Regno Unito       | 3                 |
| Repubblica Ceca   | 18                |
| Spagna            | 2                 |
| Stati Uniti       | 1                 |
| Svezia            | 15                |
| Svizzera          | 8                 |
| Ungheria          | 32                |

### Classifiche di fine anno
| Classifica (2018) | Posizione |
| ----------------- | --------- |
| Australia         | 45        |
| Belgio (Fiandre)  | 125       |
| Canada            | 48        |
| Messico           | 51        |
| Stati Uniti       | 72        |